# Rue Brise-Échalas
La rue Brise-Échalas est une voie de communication de Saint-Denis,.

## Situation et accès
Elle croise la rue Gisquet et l'impasse Chanut.
Accès
- Gare de Saint-Denis
- Ligne 1 du tramway d'Île-de-France
- Ligne 8 du tramway d'Île-de-France

## Origine du nom
Elle porte le nom d'un ancien moulin situé à cet endroit,.
Bien que l'origine du nom de ce lieu-dit soit inconnue, le mot échalas signifiant autrefois saule marsault ou charme, peut donner des indications sur cette toponymie. Ce même nom a aussi été donné au square Brise-Échalas, qu'elle traverse, et au passage du Moulin de Brise-Échalas, contigüs.

## Historique

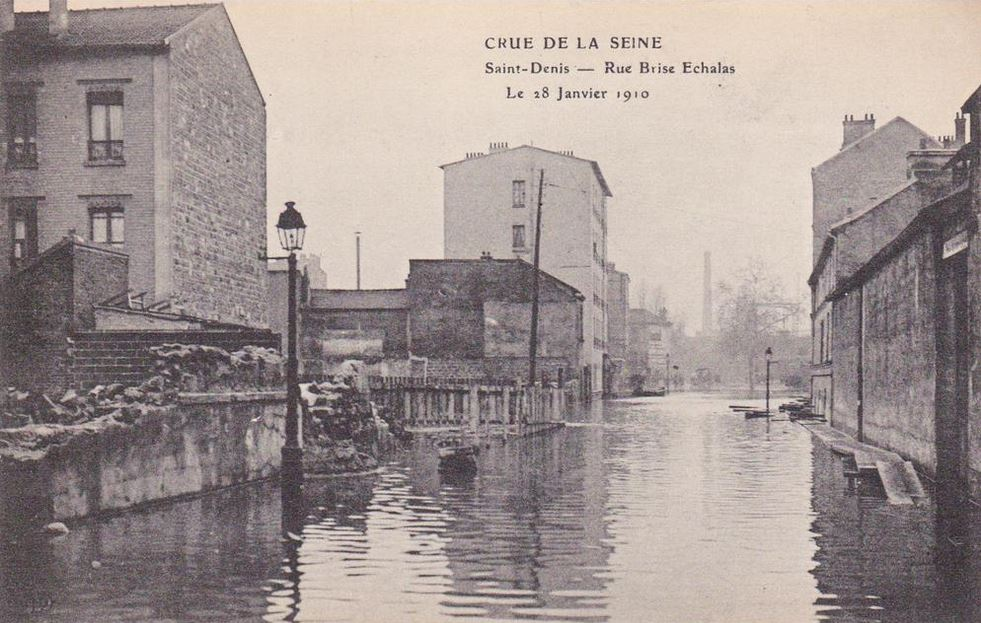
Inondations de 1910 à Saint-Denis. La rue Brise-Échalas.

On mentionne en 1211 l'existence d'un moulin Brise-Échalas offert par un chevalier aux chanoines de Saint-Paul, et alimenté par le Croult. Le Plan du terroir de Saint-Denis en France du graveur Charles Inselin, en 1708, figure à cet endroit un moulin, nommé Moulin Brûlé sur sa version gravée. Une charte de Suger datant de 1137-1138 mentionne un moulin près du pont Maubert, qui pourrait être le même.
Le nom de cette rue lui est officiellement attribué depuis 1852.

## Bâtiments remarquables et lieux de mémoire
- no 24 : Emplacement des abattoirs municipaux construits en 1844 qui furent désaffectés vers 1930, puis transformés en école, qui en a conservé la halle. Pierre de Geyter y vécut ses dernières années.